# 不知火 (陽炎型駆逐艦)
不知火（しらぬい / しらぬひ）は、日本海軍の陽炎型駆逐艦2番艦。1939年（昭和14年）12月に竣工した。日本海軍の艦船名としては1899年（明治32年）に竣工した東雲型駆逐艦「不知火」に続いて2隻目。1944年10月、シブヤン海で米艦載機の空襲を受け沈没した。

## 艦歴

### 建造からミッドウェー海戦まで

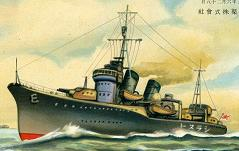
進水記念絵葉書

1937年（昭和12年）8月30日、陽炎型全19隻の中で最初に浦賀船渠で起工した。1938年（昭和13年）4月15日、「不知火」と命名された。6月28日に進水。
1939年（昭和14年）12月20日に竣工したが、「陽炎」の竣工（11月6日）より約1か月半遅れ、同型2番艦となった。呉鎮守府の所属となり、「陽炎」と朝潮型駆逐艦2隻（霞、霰）の3隻が所属していた第18駆逐隊（第二艦隊・第二水雷戦隊）に編入した。第18駆逐隊は主に内地で訓練に従事した。1940年（昭和15年）10月11日、横浜港沖で行われた紀元二千六百年特別観艦式に第18駆逐隊の僚艦と共に参加。18駆は第三列に配置された。1941年（昭和16年）9月1日、駆逐隊司令に宮坂義登大佐が着任した。9月29日、司令艦が「霞」から「不知火」に変更された。
第18駆逐隊は真珠湾攻撃に参加するため第二水雷戦隊を外れ、第17駆逐隊（谷風、浦風、浜風、磯風）、駆逐艦「秋雲」と共に第一航空艦隊警戒隊（指揮官大森仙太郎第一水雷戦隊司令官）に編入した。第18駆逐隊は11月18日に大分県の佐伯湾を出撃した。警戒隊は空母「赤城」「加賀」「蒼龍」「飛龍」「翔鶴」「瑞鶴」の主力部隊を護衛し、11月26日に単冠湾を出港、ハワイ作戦に参加した。
1942年（昭和17年）1月5日、第18駆逐隊は呉を出発。以降も第一航空艦隊に同行し、ラバウル攻撃に参加、2月には第二航空戦隊（司令官山口多聞少将）のポートダウィン攻撃、ジャワ南方機動作戦に参加した。3月1日にオランダ商船「モッドヨカード」（8,020トン）と遭遇、商船が国籍を示さなかったため「磯風」「有明」「夕暮」「陽炎」と共同で砲撃し、「不知火」が撃沈した。この砲撃では各駆逐艦が遠距離からの砲撃で大量の弾薬を消費したため、第一航空艦隊の草鹿龍之介参謀長らが注意を促している。
インド洋作戦に参加して3月26日にセレベス島を出港し、4月5日 - 9日のセイロン沖海戦に勝利して作戦を終えると、「不知火」以下第18駆逐隊は日本本土に戻り、呉で入渠修理を行った。4月20日、第一航空艦隊を支援した各隊は元所属部隊の指揮下に戻り、第18駆逐隊も第二水雷戦隊に復帰した。
5月に発動されたミッドウェー作戦で、第二水雷戦隊は攻略部隊（指揮官近藤信竹第二艦隊司令長官）に所属した。第二水雷戦隊は上陸部隊輸送船団の護衛としてサイパンに5月24日に到着し、6月上旬のミッドウェー海戦では主力艦を護衛した。海戦後、第18駆逐隊は大破した重巡「最上」をトラック泊地まで護衛した。

### キスカ島護衛作戦と戦線離脱
第18駆逐隊は1942年（昭和17年）6月23日、第七戦隊の重巡「鈴谷」「熊野」を護衛して呉に戻った。6月28日、「陽炎」を除く3隻（霰、霞、不知火）は、横須賀から水上機母艦「千代田」と、特設運送船「あるぜんちな丸」に乗せた兵員の護衛をしてキスカ島に向かった。
7月5日夕、「千代田」と「あるぜんちな丸」はキスカ湾に入港した。第18駆逐隊は濃霧のため予定と異なって湾外に仮投錨した。米潜水艦「グロウラー (USS Growler, SS-215) 」が第18駆逐隊を発見し、「不知火」と「霞」に魚雷各1本、「霰」に魚雷2本を発射し、各艦に1本ずつ命中した。「不知火」は第一缶室に被雷して大破し、第一・第二缶室が浸水した上、後甲板も曲がって竜骨が切断され、自力航行や曳航が不可能になった。「霞」も航行不能になり、「霰」は主砲で反撃したが2本目の魚雷を打ち込まれて沈没した。
駆逐隊の宮坂司令は、
- 乗員の疲労を考えて転錨を遅らせたこと
- 霧のため予想より沖合に停泊してしまったこと
- 米潜水艦の活動は仮泊地には及ばないと考えていたこと

などが大被害の要因になったと回想している。第五艦隊参謀長中澤佑大佐は、南方からきて疲労していた第18駆逐隊が北方地域の日の出の時刻を勘違いした可能性を指摘している。
「不知火」と「霞」は、キスカ湾の空襲で6月に沈没した第五艦隊の特設運送船「日産丸」の残骸に隠れて、応急修理を行った。宮坂は7月14日に司令の任を解かれた。7月20日、「陽炎」を除く第十八駆逐隊は第五艦隊に編入され、「陽炎」は第十五駆逐隊に編入された。北方部隊指揮官は第十八駆逐隊などを附属部隊に編入した。「不知火」と「霞」の修復のため、資材と工員を乗せた駆逐艦「長波」が7月27日、キスカ島に到着した。同日、「霞」は駆逐艦「雷」に曳航され、「陽炎」が護衛しキスカ島を出発し、最終的に舞鶴に到着した。「不知火」はなおも曳航できず、8月2日に艦橋と一番煙突の間で船体を切断した。当初は横須賀での修理を予定していたが、8月11日に舞鶴での修理に決まった。
8月15日、第18駆逐隊は解隊され「不知火」と「霞」は第五艦隊附属となった。同日、駆逐艦「電」がキスカ湾に到着して「不知火」を曳航し、「駆潜艇26号」が護衛した。8月20日に幌筵島に到着し、8月21日に「神津丸」（摂津商船）に曳航されて出発した。8月31日、「霞」と「不知火」は戦時編制から除かれ、特別役務駆逐艦に指定された。「不知火」は9月3日に舞鶴に入港し、舞鶴工廠で1年2か月に及ぶ長期の修理と整備に入った。
ガダルカナル島撤退作戦で大破し1943年（昭和18年）4月に舞鶴に入渠した駆逐艦「巻波」の人見豊治艦長は、機関部が深刻に損傷した「巻波」の早期修理のため不知火用の機関を流用するよう提案している。
ソロモン諸島で沈没した「陽炎」が1943年6月20日に除籍されると、艦艇類別表で登録上の陽炎型駆逐艦の呼称は不知火型に変更になった。修理が完了に近づいた10月15日、呉鎮守府第四予備艦から第一予備艦に変更され、舞鶴鎮守府部隊に編入した。対空機銃、レーダー、水中聴音機、他各部の装備改良を行った後、11月15日、修理は完了した。

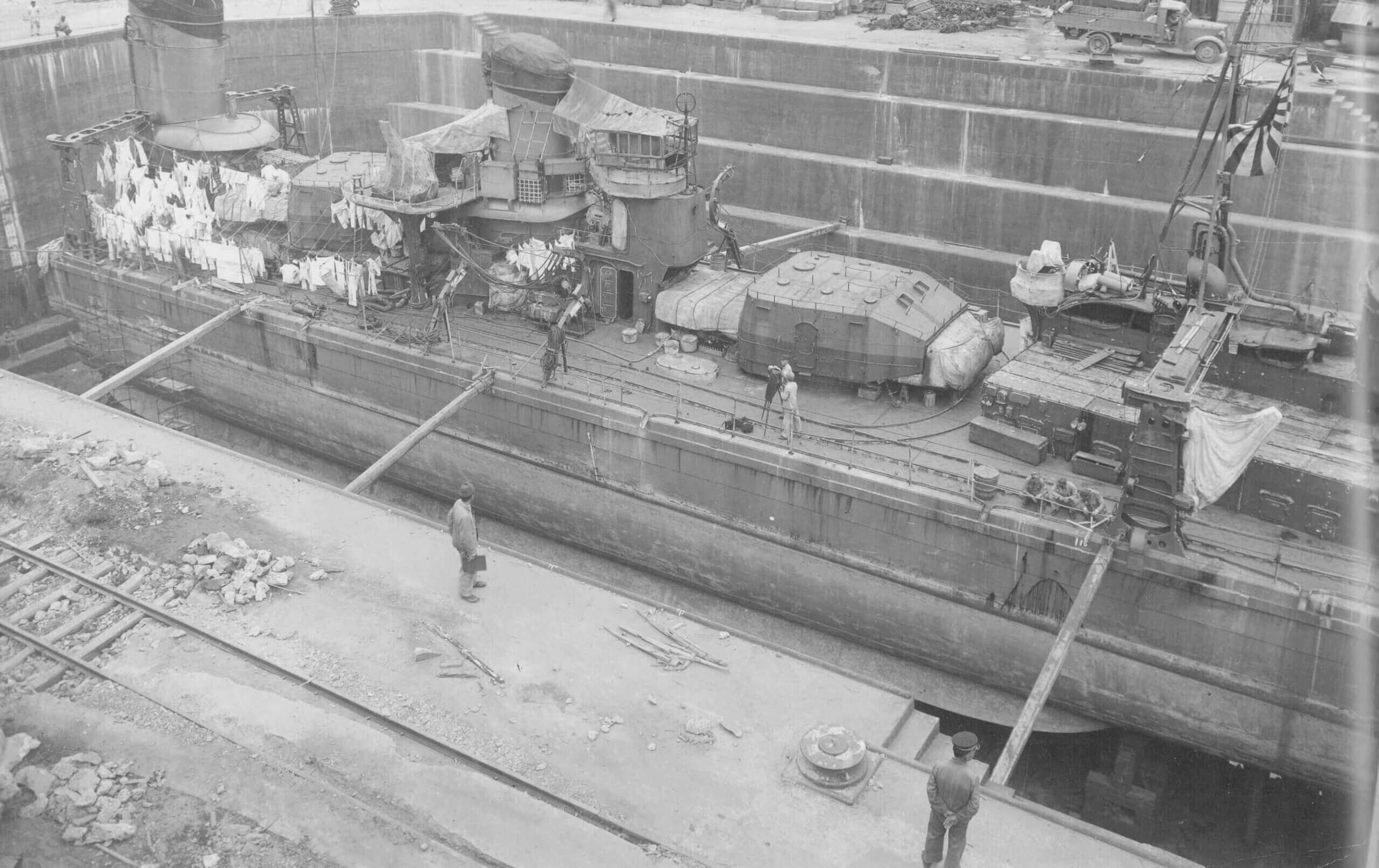
舞鶴で修理中の「不知火」
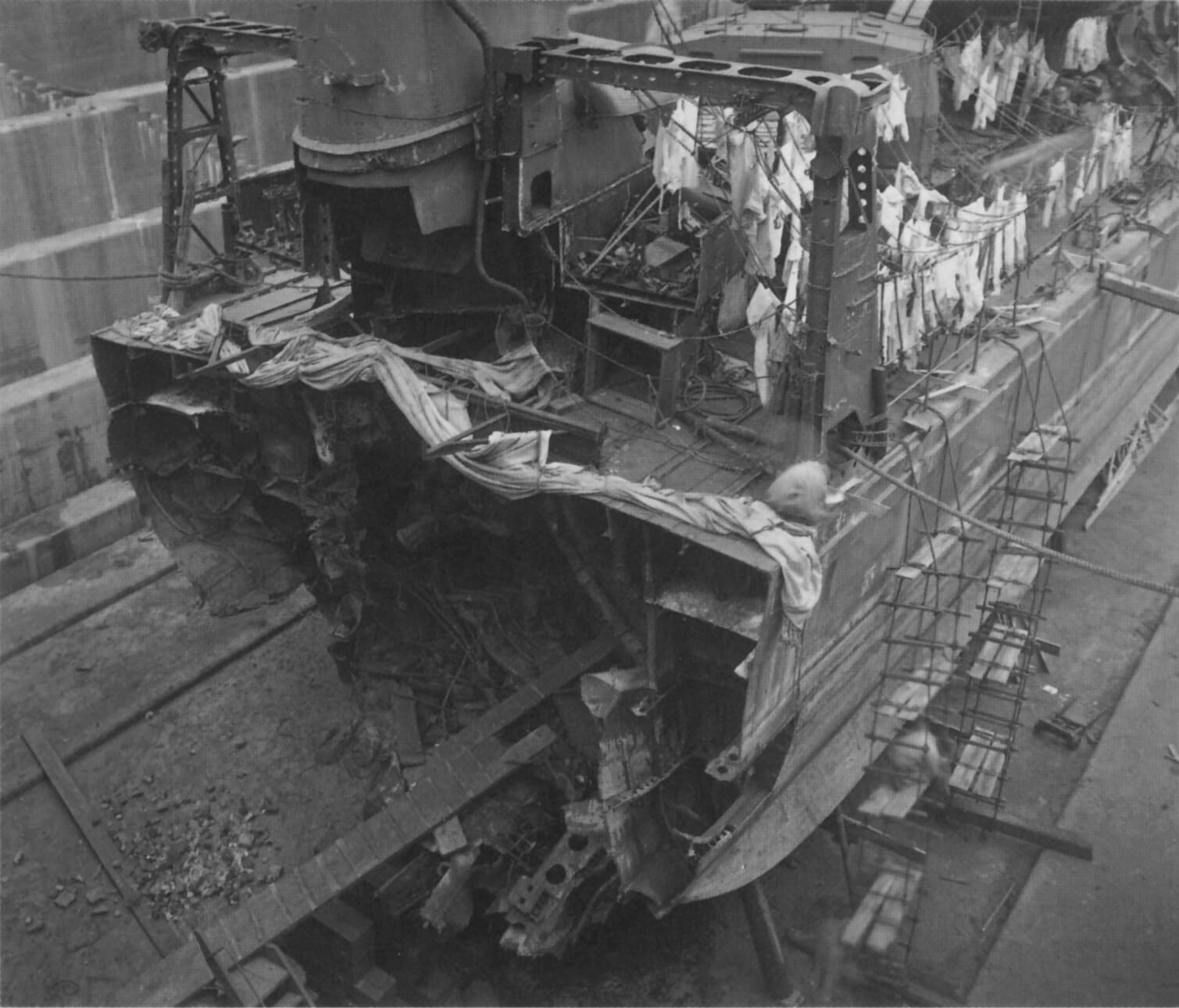
艦の切断面

### 1943年（昭和18年）11月以降
1943年（昭和18年）11月15日、「不知火」はニューギニア島西部方面の部隊を支援するために新編された第九艦隊に、敷設艇「白鷹」と共に編入した。「不知火」は内海西部に回航され、11月下旬から12月下旬にかけて訓練と整備を行った。1944年（昭和19年）1月5日以降はウェワクへの輸送任務に就いた。2月23日、第九十警備隊約300名を同島北岸のホーランジアに輸送した。
3月1日、中部太平洋にあった「不知火」は、北方海域を担当する第9駆逐隊（霞、薄雲、白雲）に編入され、第五艦隊（司令長官志摩清英中将）第一水雷戦隊（司令官木村昌福少将）の麾下となった。南方での輸送任務を終えた「不知火」は呉工廠で3月22-28日に探信儀を装備する工事を行った。3月31日、第9駆逐隊は第18駆逐隊に改称された。第9駆逐隊司令の井上良雄大佐が司令となり、井上大佐は「不知火」を司令駆逐艦に指定した。4月以降は大湊、千島方面の護衛活動を行った。
6月、アメリカ軍はマリアナ諸島に来襲しサイパンの戦いが始まった。戦艦「山城」と第五艦隊で海軍陸戦隊を強行上陸させる作戦が立案され、各艦が横須賀に集結。「不知火」は6月21日に入港し、機銃およびレーダーを整備した。しかし6月19 - 20日のマリアナ沖海戦で日本海軍が敗れた結果、陸海軍間の6月22日 - 23日の協議でサイパン奪回作戦の断念が決まり、「不知火」と「霞」は6月27日、輸送船団の対潜哨戒任務に投入された。その後、重巡「那智」「足柄」と共に大湊へ移動した。7月7日、「薄雲」が米潜水艦の雷撃で撃沈され、第18駆逐隊は「不知火」と「霞」の2隻となった。
8月2日、横須賀に入港した。父島へ向かった第4804船団が8月4 - 5日に壊滅し（スカベンジャー作戦）、第18駆逐隊と軽巡「木曾」「多摩」が父島への緊急輸送任務に従事した。8月14日、呉に到着。その後、第五艦隊は捷号作戦の第二遊撃部隊として瀬戸内海で小沢治三郎中将の機動部隊（第三艦隊）と共に訓練を行った。
10月14日、台湾沖航空戦で日本軍は米機動部隊に壊滅的な被害を与えたと誤認し、連合艦隊司令部は第二遊撃部隊（志摩艦隊）に台湾東方への進出と、残敵の掃討などを命じた。10月15日、志摩中将は重巡2隻（那智、足柄）と第一水雷戦隊（軽巡「阿武隈」、第7駆逐隊《曙、潮》、第18駆逐隊《不知火、霞》、第21駆逐隊《若葉、初春、初霜》）を率いて瀬戸内海を出撃した。10月16日、連合艦隊司令部は戦果報告が誤認と気付き、第二遊撃部隊に台湾の馬公に入港するよう命じた。「不知火」など各艦は10月17日に奄美大島薩川湾に入港し、翌日出航して10月20日馬公に到着した。
志摩中将は10月21日、第二航空戦隊の要請で第21駆逐隊の3隻を派遣した。同日、第二遊撃部隊は残る艦隊でレイテ湾に来襲した米軍を迎撃するために出撃。10月23日夕刻にコロン湾に到着、10月24日午前2時に出港し、西村祥治中将が率いる第一遊撃部隊第三部隊に続いてスリガオ海峡に向かった。

### 沈没
10月25日午前3時過ぎ、「不知火」など第二遊撃部隊がスリガオ海峡入口に到着した。当初は「曙」と「潮」が並列して2 km先行し、後方で「那智」-「足柄」-「阿武隈」-「不知火」-「霞」が単縦陣を形成して26ノットで航行していた。しかし「阿武隈」が3時25分頃に被雷して艦隊から落伍し、「那智」が炎上中の西村艦隊の重巡「最上」と衝突して艦首を損傷し、速力が18 - 20ノットに低下した。このため志摩中将は海峡への突入を中止し、4時25分に「当隊攻撃終了、一応戦場を離脱して後図を策す」と打電した。その後も米軍の艦艇や航空機の追撃を受けたが、「不知火」と「那智」は10月26日14時にコロン湾に到着した。
この日、パナイ島沖で軽巡「鬼怒」と駆逐艦「浦波」が空襲を受け、浦波が沈没した。連合艦隊は同日夕、大破した「鬼怒」の曳航を第一水雷戦隊に命じ、「不知火」が向かった。「不知火」が現場に到着した頃には「鬼怒」は沈没しており、発見できなかった。「不知火」は帰投中の10月27日朝、米空母「エンタープライズ」艦載機の攻撃を受け、セミララ島沖の北緯11度44分 東経122度16分 / 北緯11.733度 東経122.267度海域で大爆発を起こしながら沈没した。井上司令、荒悌三郎艦長ら乗員全員が戦死した。「不知火」の沈没は、セミララ島の浅瀬に座礁した「早霜」の乗員が目撃しており、11月1日に「那智」搭載の水上偵察機に発見された際、「不知火」の沈没を報告した。11月15日、第18駆逐隊は再び解隊され、「霞」は第7駆逐隊に転出した。12月10日、「不知火」は除籍された。

## 歴代艦長
艤装員長
1. 中村謙治 中佐：1939年8月1日 - 1939年12月20日

駆逐艦長
1. 中村謙治 中佐：1939年12月20日 - 1940年10月15日
2. 赤澤次壽雄 中佐：1940年10月15日 - 1942年9月10日
3. （兼）杉岡幸七 中佐：1942年9月10日 - 1942年11月15日
4. （兼）山名寛雄 少佐：1942年11月15日 - 1943年5月20日
5. （兼）人見豊治 中佐：1943年5月20日 - 1943年9月10日（以降9月15日まで艦長発令なし）
6. （兼）友重丙 中佐：1943年9月15日 - 1943年10月5日
7. （兼）安並正俊 中佐：1943年10月5日 - 1943年11月1日
8. 荒悌三郎 少佐/中佐：1943年11月1日 - 1944年10月27日（戦死、大佐に昇進）